# Inter Moengotapoe
Stichting Inter Moengotapoe – surinamski klub piłkarski z siedzibą w mieście Moengo. Jest trzecim najlepszym klubem w Surinamie pod względem zdobytych trofeów.

## Historia
Klub założony został 1 stycznia 1992 roku i gra obecnie w pierwszej lidze surinamskiej (SVB-hoofdklasse). W 2007 po raz pierwszy zdobył tytuł mistrzowski. W tym samym roku wygrał puchar krajowy. W późniejszych latach jeszcze ośmiokrotnie sięgał po tytuł mistrzowski i pięciokrotnie zwyciężał Puchar Surinamu.

## Sukcesy
- Mistrz Surinamu (9): 2006/07, 2007/08, 2009/10, 2010/11, 2012/13, 2013/14, 2014/15, 2015/16, 2016/17
- Puchar Surinamu (6): 2007, 2010, 2011, 2012, 2013, 2017

## Obecny skład
Źródło:.
| Nr | Poz. | Piłkarz           |
| -- | ---- | ----------------- |
|    | BR   | Obrendo Huiswoud  |
|    | OB   | Hesron Jeroe      |
|    | OB   | Naldo Kwasie      |
|    | OB   | Rocky Kaise       |
|    | OB   | Giovanni Asabigie |
|    | OB   | Miquel Darson     |
|    | OB   | Anduelo Amoeferie |
|    | PO   | Jerome Strijder   |
|    | PO   | Ives Arno Vlijter |

| Nr | Poz. | Piłkarz          |
| -- | ---- | ---------------- |
|    | PO   | Kareem Kwasie    |
|    | PO   | Sersinho Eduards |
|    | PO   | Giovanni Waal    |
|    | NA   | Claudio Pinas    |
|    | NA   | Cleven Wanabo    |
|    | NA   | Romano Holtuin   |
|    | NA   | Romeo Kastiel    |
|    | NA   | Cerezo Haabo     |